# Medvedelica
Medvedelica (888 m) – wzniesienie w Górach Lubowelskich na Słowacji, w polskiej regionalizacji z 2018 r. zaliczanych do Pogórza Popradzkiego. Znajduje się w grzbiecie odbiegającym od Eliaszówki w południowo-wschodnim kierunku do przełęczy Vabec. Grzbiet ten oddziela dolinę potoku Wielki Lipnik od doliny potoku Eliaszówka i miejscowość Jarzębina od miejscowości Kremna.
Medvedelica jest porośnięta lasem, ale duże polany znajdują się na grzbiecie łączącym ją z Eliaszówką. Istnieje droga leśna wiodąca grzbietem Medvedelicy na Eliaszówkę, oraz na polanę Zvir, na której znajduje się Sanktuarium Matki Boskiej Litmanowskiej (na mapach oznaczone jako miejsce pielgrzymkowe lub ośrodek pątniczy). Po 2000 r. przez szczyt Medvedelicy wyznakowano nowy szlak turystyczny

## Szlaki turystyczne
Stara Lubowla – Vabec – Čierťaž – Medvedelica – Eliaszówka.